# اولیور مارتین (دوچرخه‌سوار)
اولیور مارتین (انگلیسی: Oliver Martin؛ زادهٔ ۱۰ ژوئیهٔ ۱۹۴۶) دوچرخه‌سوار اهل ایالات متحده آمریکا است. وی در بازی‌های المپیک تابستانی ۱۹۶۴ و ۱۹۶۸ شرکت کرده است.